# قتل‌های خیابان مورگ (فیلم ۱۹۷۱)
قتل‌های خیابان مورگ (انگلیسی: Murders in the Rue Morgue) فیلمی در ژانر ترسناک است که در سال ۱۹۷۱ منتشر شد. از بازیگران آن می‌توان به جیسون روباردز، هربرت لام، آدولفو چلی، لیلی پالمر، و مایکل دان اشاره کرد.